# Gabriela Espino
María Gabriela Espino Rugero, também conhecida como Gaby Espino (Maracay, 15 de novembro de 1977), é uma atriz venezuelana.

## Biografia
Inicialmente, ela queria estudar medicina veterinária, medicina ou odontologia, mas finalmente começou a estudar publicidade em Caracas
Em 1995 ganhou uma audição para ser Dalina no programa infantil Nubeluz. Por isso, estudou atuação na Escola Luz Columba, em Caracas, por dois anos e depois trabalhou nas novelas juvenis A todo corazón (1997) e Así es la vida.
Em 1999, sua família mudou-se para Miami e lá fez um teste para a novela Enamorada, na qual contracenou com o cubano Rene Lavan. Para esta novela eleita "Rosto Feminino do Ano" pela Associação de Cronistas Latinos de Entretenimento de Nova York (ACE).
Em 2001, Espino recebeu ofertas para atuar no México e no Peru, mas decidiu retornar à Venezuela para trabalhar em dois novelas de Leonardo Padrón, Amantes de luna llena (2000) e Guerra de Mujeres de Mónica Montañés (2001) Ouro Tamanaco e o Cacique de Ouro.
Mais tarde trabalhou em Las González e em 2003 voltou a Miami para fazer seu primeiro papel antagônico como a principal vilã da novela Rebeca. Em 2004 fez a novela Luna, a herdeira na Colômbia junto com o ator peruano Christian Meier.
Em 2006 estreou na Televisa como protagonista da telenovela Mundo de fieras. Nos bastidores da trama ficou marcada a rivalidade entre ela e a atriz Edith González. 
Em 2007 regressou à Telemundo e protagonizou a novela Sin vergüenza. 
Em 2008 fez uma breve participação na novela El rostro de Analía na qual interpretou o papel de Mariana Montiel.
Em 2009 protagonizou a novela Más sabe el diablo, produzido pela Telemundo no qual contracenou com Jencarlos Canela. Além disso, conseguiu o prêmio de melhor atriz do ano da rede Telemundo.
Em 2013, estrelou a novela Santa Diabla com Aarón Díaz e Carlos Ponce.

## Filmografia

### Telenovelas
| Ano       | Título                    | Personagem                                             | Notas                 |
| --------- | ------------------------- | ------------------------------------------------------ | --------------------- |
| 1997      | A todo Corazón            | Natalia Ariztizábal                                    | Protagonista          |
| 1998      | Así es la Vida            | Gabriela Fontana                                       | Protagonista          |
| 1999      | Enamorada                 | Ivana Robles                                           | Protagonista          |
| 2000      | Amantes de luna llena     | Ariel Cárdenas                                         | Co-Protagonista       |
| 2001      | Guerra de Mujeres         | Yubirí Gamboa                                          | Protagonista          |
| 2002      | Las González              | Alejandra González                                     | Protagonista          |
| 2003      | Rebeca                    | Princesa Izaguirre Montalbán                           | Antagonista           |
| 2004      | Luna, la heredera         | Luna Mendonza                                          | Protagonista          |
| 2005      | Se solicita príncipe azul | María Carlota Rivas                                    | Protagonista          |
| 2006 2007 | Mundo de fieras           | María Ángela Cruz                                      | Protagonista          |
| 2007      | Sin vergüenza             | Renata Balmaceda                                       | Protagonista          |
| 2008 2009 | El rostro de Analia       | Mariana Andrade de Montiel/ Ana Lucía Moncada "Analía" | Participação Especial |
| 2009 2010 | Más sabe el diablo        | Manuella Davila                                        | Protagonista          |
| 2010 2011 | Ojo por Ojo               | Alina Monsalve                                         | Protagonista          |
| 2013 2014 | Santa diabla              | Santa Martínez Vda. de Delgado / Amanda Brown de Cano  | Protagonista          |
| 2016 2018 | Señora Acero              | Indira Cardénas / de Araújo                            | Antagonista           |
| 2019      | Jugar con fuego           | Camila Peláez de Miller                                | Protagonista          |
| 2019      | Betty en NY               | Ela Mesma                                              | Convidado             |
| 2021      | La suerte de Loli         | Paulina Castro de Contreras                            | Antagonista           |
| 2022      | El rey Vicente Fernández  | Verónica Landín                                        | Antagonista           |

### Cinema
- 2005: La mujer de mi hermano-Amapola
- 2006: Elipsis-Juana
- 2014-Buscando mi Ritmo-Helena
- 2018-¡He matado a mi Marido!-Viviana

•2022-Quarentones-Patricia